# Bembidion frontale
Bembidion frontale är en skalbaggsart som beskrevs av John Lawrence LeConte 1848. Bembidion frontale ingår i släktet Bembidion och familjen jordlöpare. Inga underarter finns listade i Catalogue of Life.

## Bildgalleri

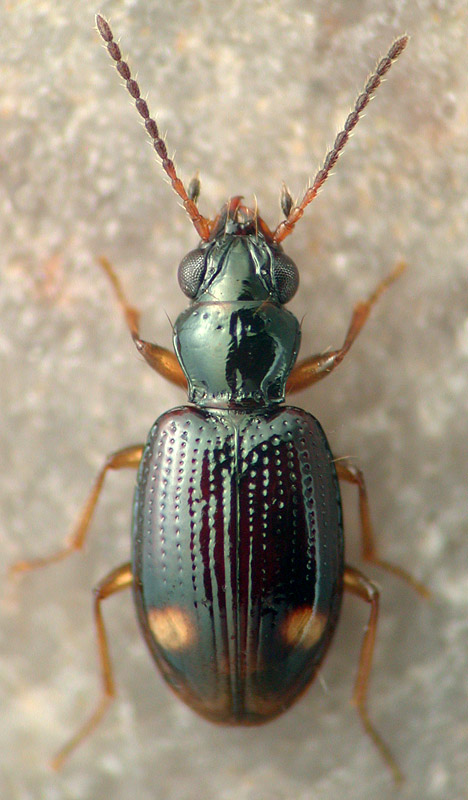